# تيم جونز (لاعب كرة قاعدة أمريكي)
تيم جونز (بالإنجليزية: Tim Jones)‏ هو لاعب كرة قاعدة أمريكي، ولد في 24 يناير 1954.

## وصلات خارجية
- تيم جونز على موقعبيزبول رفرنس.كوم (الدوري الرئيسي) (الإنجليزية)